# 안유화

안유화(중국어: 安玉花, 병음: Ān Yùhuā 안위화[*], 한자음: 안옥화, 1971년 2월 22일 ~ )는 중국 지린(吉林)성 연길(延吉)시 출생한 중국 조선족 출신의 경제연구원이다.

## 학력
- 1989년 ~ 1993년: 중국 길림화공대학교 화학공정 공학 학사
- 1998년 ~ 2001년: 옌볜대학 경제관리학원 법학 석사
- 2003년 ~ 2013년: 고려대학교 경영학 박사

## 국적
- 중화인민공화국

## 경력
- 1993년 7월 ~ 2003년 8월 : 중국 옌볜 대학 교수
- 2008년 7월 ~ 2015년 6월 : 자본시장연구원 국제금융실 중국담당 연구위원
- 2015년 6월 ~ 2017년 2월 : 한국예탁결제원 연구개발부 객원연구원
- 2015년 7월 ~ 2019년 8월: 외교부 경제분과 정책자문위원
- 2018년 3월 ~  : 외교부 재외동포분과 정책자문위원
- 2016년 1월 ~ 2020년 : 국가지식재산위원회 전문위원
- 2016년 3월 ~ 2023년 02월 : 성균관대학교 중국대학원 대우전임교수
- 2016년 4월 ~ 2022년 : 상장회사 넥스트아이 이사, 201

## 현직
- (현) 어바인대학교[3] 이사장 : 캘리포니아주 비인가 대학이다. 캘리포니아 어바인 대학교와는 전혀 상관이 없는 교육기관이다. 미美연방에 지정된 기관에서 인가 받지 않으면 학위는 캘리포니아 주내에서만 인정된다. 현재 연방정부 인가를 신청하고 있는 단계이다.
- (현) 중국증권행정연구원[4] 원장 : 직원수 2명 소규모 컨설팅 회사이다.

## 저서
- 《위안화의 역외 사용 확대와 한국의 대응》. 자본시장연구원. 2012년. ISBN 9788960890749
- 《더 플로》. 경이로움 출판사, 2023년 8월, ISBN 9791192445403

### 공저
- 《중국발 금융위기, 어떻게 볼 것인가》. 한스미디어. 2015년. ISBN 9788959759002
- 《문명충돌과 미중무역전쟁》. 한국학술정보. 2019년. ISBN 9788926897027
- 《한국경제 긴급진단》, 베가북스, 2023년 12월, ISBN 979-11-924488-57-8(03320)

### 감수
- 《돈은 잠들지 않는다》. 쌤앤파커스. 2018년. ISBN 9788965706076
- 중국발 세계경제 위기가 시작됐다 다가올 경제 위기를 현명하게 극복하는 법, 센시오, 2020년 ISBN  9791190356251

## 같이 보기
- 저우위보(周玉波)